# Mridangam
De mridangam is een tweevellige trommel die oorspronkelijk uit het Indiase subcontinent komt. Het wordt gebruikt als belangrijkste ritmische begeleiding in een Carnatisch muziekensemble. 
De twee vellen hebben verschillende diameters en zijn net als een tabla voorzien van een 'schijf' op het trommelvel waardoor een specifiek geluid ontstaat.
In een percussie-ensemble wordt de mridangam vaak begeleid door de ghatam, de kanjira en de morsing.

## Etymologie
De naam is samengesteld uit de samenvoeging (sandhi) van de twee woorden in het Sanskriet, mŗt (klei of aarde) en anga (ledemaat), omdat de eerste versies van het instrument van geharde klei waren gemaakt.
In de loop der jaren is de mridangam verder ontwikkeld en van verschillende soorten hout gemaakt, waardoor hij duurzamer werd. Tegenwoordig wordt de behuizing gemaakt van hout van de jackfruitboom. Het wordt aangenomen dat de tabla, het Hindoestaanse muzikale equivalent van de mridangam, ontstaan is door een mridangam in tweeën te splitsen. Met de ontwikkeling van de mridangam ontstond het tala-ritmesysteem.
Het toepassingsgebied is in de loop der jaren veranderd. Vroeger werden percussionisten alleen ingezet om de hoofdmusicus, vaak de zanger, te begeleiden. Inmiddels wordt het niet alleen gebruikt als begeleiding, maar ook bij solo-optredens.